# Paratettix femoratus
Paratettix femoratus är en insektsart som beskrevs av Bolívar, I. 1887. Paratettix femoratus ingår i släktet Paratettix och familjen torngräshoppor. Inga underarter finns listade i Catalogue of Life.